# 育賢坊 (香港)
育賢坊（英語：College View），前稱育才坊，是香港上環醫院道11號上的一處住宅區，近樂善堂梁銶琚書院南方山腰上的一個平台，以原座落在梁銶琚書院原址的育才書社命名；由高街近前港島總區刑事總部東邊有小路街級上路入村，下路通往國家醫院、贊育醫院等地方。育賢坊當地有數幢唐樓育賢樓、頌賢閣等組成一個小社區，環境類似永利街，政府在此空地建設一個小公園社區設施。
育賢坊近醫院道路邊設置兩座港燈高壓變電站，東邊是豪宅匯賢居。

## 交通
- 港鐵
- 小巴
- 般咸道巴士站

## 外部參考
- 香港地方 （页面存档备份，存于）